# رايموند ماكورميك
رايموند ماكورميك (30 يناير 1931 في أستراليا - 8 يونيو 2013) (بالإنجليزية: Raymond McCormick)‏ هو لاعب كريكت أسترالي.

## وصلات خارجية
- رايموند ماكورميك على موقع إي آس بي آن كريك إنفو (الإنجليزية)